# Bruno Cheyrou
Bruno Cheyrou (Suresnes, 5 mei 1978) is een voormalig Franse betaald voetballer die bij voorkeur op het middenveld speelde. Hij tekende in juni 2010 bij FC Nantes, dat hem overnam van Anorthosis Famagusta. Voordien speelde hij voor onder meer Lille OSC, Liverpool FC, Olympique Marseille en Rennes.
Cheyrou speelde in de periode 2002-2004 3 interlands voor de Franse nationale ploeg. Hij maakte zijn debuut op 21 augustus 2002 tegen Tunesië (1-1).
Cheyrou heeft de UEFA-managmentopleiding Executive Master for International Players (MIP) gedaan.
Cheyrou en zijn vrouw Constance werden op 23 januari 2007 ouders van hun zoon Nino. Cheyrou heeft een jongere broer genaamd Benoît die ook betaald voetbal speelt.